# 铁岭县
铁岭县位于中华人民共和国辽宁省东北部，是铁岭市下辖的一个县，也是铁岭市人民政府的所在地。

## 人口
根據第七次人口普查數據，截至2020年11月1日零時，鐵嶺縣常住人口為324383人。

## 地理
铁岭县处于辽宁省北部，东边与抚顺市相连，南边与沈阳市相连，西边与调兵山市相连，北边与开原市相连，中部环绕银州区。
铁岭县总面积224954公顷，其中耕地104576公顷，林地77547公顷，水域11534公顷。铁岭县属中温带季风大陆性气候，年日照近2447小时，年平均气温7.8℃。
铁岭县矿产资源丰富，已发现和开发的矿产有大理石、花岗岩、玄武岩、菱镁岩、石灰石、白云石、重晶石、佛石、滑石、石梓、陶土、煤、铜、铁、硼、金、铝、锌等20多种。生物资源丰富，盛产玉米、水稻、大豆等粮食、蔬菜及经济作物，铁岭大米被评为中华人民共和国全国优质米。

## 历史

### 古代时期
辽朝时期，设立银州，隶属辽阳府。金朝熙宗皇统三年，银州改为新兴县，隶属咸平府。
明朝洪武二十一年（1392年），朱元璋依元朝时的疆界设定明朝与朝鲜的边界，任命指挥佥事刘显到原元朝时的边界设立铁岭卫，但朱元璋的决定遭到朝鲜的反对，经过朝鲜长时期交涉，明朝于洪武二十六年（1397年）后将铁岭卫迁到古银州城。明万历年间，蒙古和女真部落对铁岭频繁攻击，辽东总兵李成梁居住在铁岭，并斥巨资增修铁岭卫城，在西城墙外增筑了外城。1619年，後金天命汗率兵攻陷铁岭卫，卫城被摧毁。
清朝康熙三年（1664年），奉天府府尹徐继玮上书，以盛京为清朝发祥地为由，请求将辽阳县升为京县。吏部附上“辽阳不与奉天同城，且外县京县品级不合，不便改为京县”的意见报告给康熙帝。康熙帝批旨：“奉天府内著设一县，山海关外、开原以内、应添设府、州、县，尔部酌议以闻”。按照康熙皇帝这一旨意，不久便将辽阳、海城等一批县升为州、府，同时增设承德县、开原县、铁岭县，均隶属奉天府。乾隆年间，铁岭县在明铁岭古城废墟上重修铁岭城，直至乾隆四十六年八月结束，新修的铁岭城比明朝时期的略小。1907年，清朝设立奉天省，铁岭县隶属奉天省。

### 民国时期
民国初年改制，铁岭县隶属辽沈道；1917年，张作霖宣布奉天省不再接受北洋政府领导。1928年张学良东北易帜后，在1929年1月17日组成奉天省政府，废除辽沈道。2月5日，南京国民政府改奉天省为辽宁省，铁岭县隶属辽宁省。1931年九一八事变后，铁岭于9月19日被日本军队攻占，组成“铁岭地方维持会”控制持铁岭县政权。1932年，满洲国建立后，辽宁省改为奉天省，铁岭县隶属奉天省。1937年1月，析铁岭县城区设立铁岭市。1945年8月15日抗日战争胜利至10月，由铁岭县县长庄绍裕设立一个铁岭县自治维持会掌权。
1945年10月28日，八路军东北挺进纵队（万毅部队）第二支队突袭铁岭县，次日，中国共产党辽宁省工作委员会（下称辽宁省工委）派刘渭东到铁岭接收政权，任铁岭市市长和铁岭县县长，组建民主联合政府。后铁岭市撤销，其地仍为铁岭县政府驻地。在辽宁省工委撤出沈阳后，铁岭县隶属辽西行署第一行政督察专员公署。
1946年3月24日，中国国民党占领铁岭县并建立县公署。中国共产党铁岭县委委员分两部分撤离，分别撤到铁路线东西两侧的农村。撤到铁路线东侧的干部连同铁岭县路东地区，与沈阳、抚顺部分地区干部组建沈铁抚联合县。1946年6月，中国共产党西满分局决定撤销辽西省和吉江省，设立中国共产党辽吉省委员会和辽吉行政公署，铁岭县隶属辽吉行政公署第一行政督察专员公署。9月后，撤到铁路线西侧的铁岭县干部与法库县干部合并，组成铁法联合县政府。
1947年2月1日，东北行政委员会决定撤销辽吉行署，设立辽北省，辽吉行政公署第一行政督察专员公署改为辽北行政公署第一行政督察专员公署。7月，撤销铁法联合县，恢复铁岭县和法库县。1948年10月28日，铁岭县从国民党政权转移到共产党政权，沈铁抚联合县撤销，划入沈铁抚联合县的路东地区和部分干部划归铁岭县。1949年3月，辽北省决定按丙等市建制设立铁岭市，但决定未实行。4月，东北行政委员会决定撤销辽北省，铁岭县划归辽西省。

### 中华人民共和国时期
1954年6月19日，辽东省和辽西省组成辽宁省，铁岭县隶属辽宁省。1956年2月8日，辽宁省设立专员公署，铁岭县隶属铁岭专员公署。1958年12月29日，经国务院批准，铁岭县隶属沈阳市。1964年3月7日，辽宁省设立沈阳专员公署，铁岭县划归沈阳专员公署（1968年5月8日，沈阳专员公署改为沈阳专区革命委员会。1968年12月26日，沈阳专区革命委员会改为铁岭专区革命委员会。1970年7月25日，铁岭专区革命委员会改为铁岭地区革命委员会。1978年9月20日，铁岭地区革命委员会改为铁岭地区行政公署）。
1979年8月30日，析铁岭县银州镇、龙山乡、凡河乡、平顶堡乡部分村，设立县级铁岭市。1982年7月，析铁岭县的大青乡、晓明乡、蔡牛乡和法库县的大明镇、调兵山镇，成立县级铁法市。
1984年9月20日，撤销铁岭地区行政公署，成立地级铁岭市，铁岭县隶属铁岭市。

## 行政区划
铁岭县下辖12个镇、1个乡、1个民族乡：
新台子镇、阿吉镇、平顶堡镇、大甸子镇、凡河镇、腰堡镇、镇西堡镇、蔡牛镇、李千户镇、熊官屯镇、横道河子镇、双井子镇、鸡冠山乡和白旗寨满族乡。